# ناصر الغنام
ناصر أحمد الغنام (1968)، ضابط عسكري عراقي برتبة فريق. شارك في عمليات عسكرية ضد تنظيم القاعدة. عمل في وزارة الدفاع وكلف بقيادة عمليات الجزيرة والبادية لتحرير محافظة الانبار، ثم عين قائدا لعمليات البصرة.
في 21 مايو 2025، وبعد حادثة وقعت في محافظة ذي قار أودت بحياة اثنين من طلاب الكلية العسكرية نتيجة ضربة شمس، أصدر رئيس الوزراء محمد شياع السوداني أمرًا بإقالة غنام على الفور.

## النشأة وتعليمه
وُلِدَ ناصر بن احمد بن غنام في مدينة هيت لأبوين عراقيين عربيين ينتميان إلى عائلة الغنام المعروفة من فرع الشايع في قبيلة عقيل العربية. حصل على شهادتين ماجستير واحدة في العلوم العسكرية والثانية في إدارة اعمال دولية.

## الخدمة العسكرية
تخرج من الكلية العسكرية ثم اكمل دورة القوات الخاصة ودورة الضفادع البشرية، عمل في افواج القوات الخاصة وفي الكلية العسكرية امر فصيل وسرية و أكمل دورة القيادة وكلية الاركان وتخرج برتبة نقيب ركن.
عمل ضابط ركن في اللواء المدرع 41 حرس جمهوري وضابط ركن في لواء 3 قوات خاصة حرس جمهوري ومعاون امر فوج في لواء 26 ضفادع بشرية الحرس الجمهوري. عمل آمرًا لوحدة مراسيم الحرس الجمهوري برتبة مقدم و ارسل دورة خارج العراق.
أصبح مقدم وامر لواء المثنى في أبو غريب، وشارك في عمليات عسكرية ضد تنظيم القاعدة وقائدا للفرقة 2 في الموصل وقائدا للفرقة 17 جنوب بغداد، وكان أحد أعضاء المنتخب العسكري للقفز الحر وله 148 قفزة حرة. ثم التحق بوزارة الدفاع.
في 7 نيسان 2015 تم تكليفه بمنصب قائد عمليات الجزيرة والبادية لتحرير محافظة الانبار، وفي عام 2020 عين قائدا لعمليات البصرة. في أكتوبر 2021 ترك ناصر الغنام منصب قائد عمليات محافظة الانبار وتولى رئاسة الأكاديمية العسكرية.